# Henk Vriens

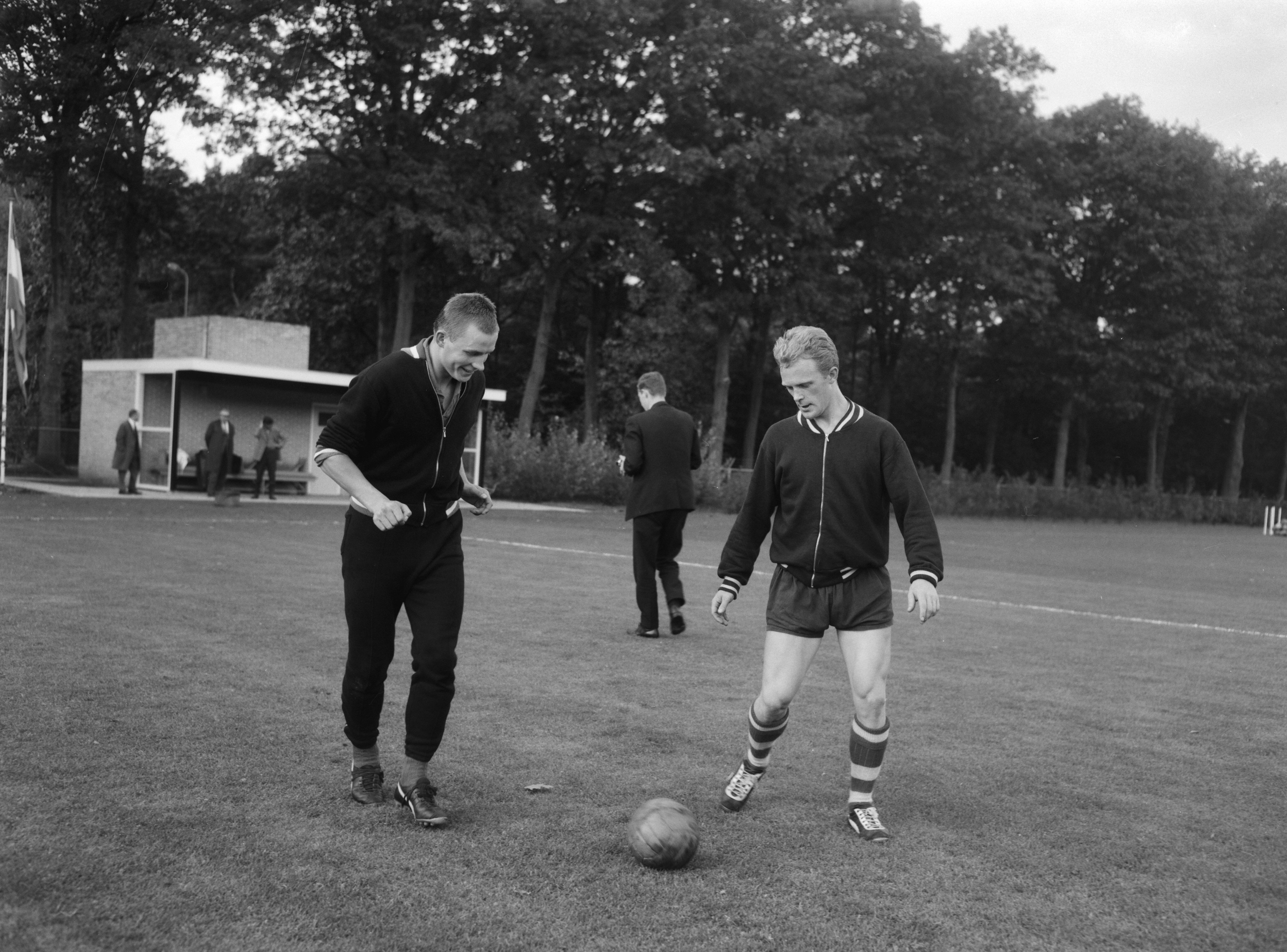
Henk Vriens tijdens training Nederlands Elftal

Henk Vriens (Tilburg, 26 oktober 1943 - Goirle, 22 mei 2022) was een Nederlands voormalig voetballer en voetbalde tussen 1961 en 1973 254 officiële wedstrijden voor Willem II.
Als verdedigende middenvelder kwam hij 4 keer tot een doelpunt. Slechts eenmaal, op 20 oktober 1963, werd hij opgeroepen voor het Nederlands elftal in een vriendschappelijk treffen met België (1-1).
Henk Vriens stopte met professioneel voetballen op zijn 28e omdat hij een maatschappelijke carrière ambieerde.